# Attert (Fluss)
Die Attert (luxemburgisch Atertⓘ) ist ein 38 Kilometer langer Fluss, der im südöstlichen Belgien entspringt, aber großteils durch Luxemburg fließt. Er hat ein Einzugsgebiet von ca. 299 km².
Die Quelle befindet sich auf etwa 406 Meter über NN nahe der ostbelgischen Ortschaft Thiaumont, gut 11 Kilometer nordwestlich der Provinzhauptstadt Arlon. Das Quellgebiet liegt am Südrand der Ardennen. Der Fluss verläuft in östlicher Richtung und erreicht kurz nach den belgischen Orten Attert und Grendel die Grenze zu Luxemburg.
Größere Orte am Flusslauf sind ferner Redingen, Useldingen (lux. Useldéng), Böwingen/Attert und Bissen.
Bei Colmar-Berg (lux. Kolmar-Bierg) mündet die Attert etwa vier Kilometer südlich der Stadt Ettelbrück auf einer Höhe von 200 Metern in die Alzette (lux. Uelzecht).

## Zuflüsse
- Drouattert (links), 2,4 km
- Nobressart (links), 4,3 km
- Beyermillebaach (Ruisseau de Beyermulhen) (rechts), 0,6 km (mit Lischert 2,9 km)
- Luchterbaach (Ruisseau de Loucherterbach ) (links), 2,5 km
- Schlaimbaach (Ruisseau de Schleimbach) (links), 3,1 km
- Metzerterbaach (Ruisseau de Metzerbach) (rechts), 3,1 km
- Dreibaach (Ruisseau de Thollenweyer) (links), 0,8 km
- Peternelsflass (rechts)
- Noutemerbaach (Ruisseau de Nothomberbach) (links)
- Koulbich (links), 12 km
- Reitgesbaach (rechts)
- Fraesbech (links), 7,0 km
- Pall (rechts), 9,4 km
- Roudbach (links), 6,1 km
- Schammicht (links)
- Schwibech (rechts), (mit Huewelerbach) 11,0 km
- Griselgrond (links)
- Aeschbech (rechts), 6,4 km
- Viichtbach (links), 6,3 km
- Tonnbaach (rechts)
- Deiwelsbaach (links)
- Buussbaach (links)
- Rädelsbaach (rechts)
- Schwaarzbaach (links)

## Sagenhaftes
Die Legende des Kropemanns, ein Wassergeist, welcher in der Attert leben soll und ahnungslose Opfer in den Fluss zieht.